# Pharnaces II
Pharnaces II (Grieks: Φαρνάκης) (?-47 v.Chr.) was koning van het Bosporuskoninkrijk van 63–47 v.Chr. en de zoon van Mithridates VI van Pontus.
Dankzij de campagnes van zijn vader tegen de Romeinen had Pharnaces veel kennis van het Romeins leger. Nadat Mithridates door Pompeius was verslagen ging Pharnaces met de Romeinen een bondgenootschap aan. Tijdens de burgeroorlog tussen Pompeius en Julius Caesar verbrak Pharnaces het verbond. Caesar trok tegen Pharnaces op en versloeg hem in 47 v.Chr. in de Slag bij Zela.
De gehele slag duurde vijf dagen en volgens Plutarchus deed Caesar in een brief aan zijn vriend Amantius hiervan verslag met de woorden: "Veni, vidi, vici" (Ik kwam, ik zag, ik overwon).